# スイング・シフト
『スイング・シフト』（原題：Swing Shift）は、1984年制作のアメリカ合衆国のロマンティック・コメディ映画。ジョナサン・デミ監督。日本では劇場未公開。クリスティーン・ラーティは本作でアカデミー助演女優賞にノミネートされ、ゴールディ・ホーンとカート・ラッセルはこの共演をきっかけに交際をスタートした。

## あらすじ
1941年、太平洋戦争が勃発した頃、カリフォルニアに暮らすケイは海軍軍人の夫ジャックの出征を見送り、自分は夕方から深夜までの時間帯（スイング・シフト）に軍用機を造る工場で働くことになった。やがてケイは労働意欲に目覚め、同僚のヘイゼルらと共に、職場内の女性の権利獲得のための運動を始める。
そんなある夜、ケイはジャズ・バーでトランペットを吹くラッキーという若い男と知り合う。寂しい毎日を送る彼女は人妻の身でありながら、ラッキーに誘われるままにデートし、やがてお互いを愛し合うようになってしまう。
そしてある日、ケイとヘイゼルがラッキーの誕生日を祝っているさ中、ジャックが突然の休暇で帰宅、その場面に遭遇してしまい…。

## キャスト
- ケイ・ウォルシュ：ゴールディ・ホーン
- ラッキー・ロックハート：カート・ラッセル
- ジャック・ウォルシュ：エド・ハリス
- ヘイゼル：クリスティーン・ラーティ
- ビスケット：フレッド・ウォード
- ジェニー：ホリー・ハンター
- スーディ・ボンド
- ベリンダ・カーライル
- パティ・マロニー
- チャールズ・ネイピア
- ヴァイオレット：リサ・ペリカン
- ペニー・ジョンソン・ジェラルド
- スティーヴン・トボロウスキー
- ロジャー・コーマン

## 受賞
- 第50回ニューヨーク映画批評家協会賞助演女優賞（クリスティーン・ラーティ）[2][3]